# Charles E. Osgood
Charles Egerton Osgood (20 de noviembre de 1916 - 15 de septiembre de 1991) fue un psicólogo norteamericano conocido por el desarrollo -junto con Sucy y Tannenbaum- de una técnica de medición por escala del significado de los conceptos, conocida como diferencial semántico.
Durante la Guerra Fría, Osgood desarrolló lo que llamó GRIT (sigla en inglés de Graduated Reciprocation in Tension Reduction, que podría traducirse como Reciprocidad Gradudada en la Reducción de Tensión), una serie de análisis de las relaciones internacionales con el que esperaba, tras una serie de pasos, que las potencias internacionales abandonaran de manera conjunta la carrera por las armas nucleares.

## Obra
- Osgood, C. E. (1956). Method and Theory in Experimental Psychology, Oxford University Press.
- Osgood, C. E., Suci, G., Tannenbaum, P. (1957). The Measurement of Meaning. Urbana: University of Illinois Press (en inglés). ISBN 0-252-74539-6.
- Osgood, C. E. (1959). "Suggestions for Winning the Real War with Communism," Journal of Conflict Resolution, Vol. 3 (1959), pp. 295-325.
- Osgood, C. E. (1962). An Alternative to War and Surrender. Urbana: University of Illinois Press.
- Osgood, C. E. (1962). "Reciprocal Initiative", in The Liberal Papers, Doubleday/Anchor.
- Osgood, C. E. (1962). An Alternative To War Or Surrender, University of Illinois Press, Urbana.
- Osgood, C. E. & Miron, M. S. (eds) (1963). Approaches to the Study of Aphasia, University of Illinois Press.
- Osgood, C. E. (1966). Perspective in Foreign Policy. Palo Alto: Pacific Books. ASIN B0007DRMIS.
- Osgood, C. E., May, W. S. & Miron, M. S. (1975). Cross Cultural Universals of Affective Meaning. University of Illinois Press. ISBN 0-252-00426-4.
- Osgood, C. E. (1979). Focus on Meaning: Explorations in Semantic Space. Mouton Publishers.
- Osgood, C. E. (1988). Psycholinguistics, Cross-Cultural Universals, and Prospects for Mankind. Praeger Publishers. ISBN 0-03-059433-2.
- Osgood, C. E. & Oliver Tzeng (eds.) (1990). Language, Meaning, and Culture: The Selected Papers of C. E. Osgood. Praeger Publishers. ISBN 0-275-92521-8.
- Alzate Sáez, R. et al. (2007). C. E. Osgood: aportaciones de un psicólogo en la era nuclear.  Rev. Psicología Política, 34, 57-77 (disponible en Artículo sobre C. E. Osgood)
- Social Science Research Council (US) Committee on Linguistics and Psychology/Osgood, C. E. (Ed.) y Sebeok, T. (1954), Psycholinguistics: A Survey of Theory and Research Problems: Report of the 1953 Summer Seminar Sponsored by the Committee on Linguistics and Psychology of the Social Science Research Council. 203 p. Waverly Press.